# St. Clair Shores
St. Clair Shores es una ciudad ubicada en el condado de Macomb en el estado estadounidense de Míchigan. En el Censo de 2010 tenía una población de 59 715 habitantes y una densidad poblacional de 1614,8 personas por km².

## Geografía
St. Clair Shores se encuentra ubicada en las coordenadas 42°29′35″N 82°53′27″O / 42.49306, -82.89083. Según la Oficina del Censo de los Estados Unidos, St. Clair Shores tiene una superficie total de 36,98 km², de la cual 30,09 km² corresponden a tierra firme y (18,62%) 6,89 km² es agua.

## Demografía
Según el censo de 2010, había 59 715 personas residiendo en St. Clair Shores. La densidad de población era de 1614,8 hab./km². De los 59715 habitantes, St. Clair Shores estaba compuesto por el 92,73% blancos, el 3,94% eran afroamericanos, el 0,31% eran amerindios, el 1,03% eran asiáticos, el 0,02% eran isleños del Pacífico, el 0,23% eran de otras razas y el 1,75% pertenecían a dos o más razas. Del total de la población el 1,74% eran hispanos o latinos de cualquier raza.